# Mikhail Budyko
Mikhail Ivanovich Budyko (em russo:  Михаил Иванович Будыко; Gomel, Bielorrússia, 20 de janeiro de 1920 — São Petersburgo, 10 de dezembro de 2001) foi um climatologista russo e um dos fundadores da climatologia física. Os seus estudos pioneiros sobre o clima global e cálculos da temperatura da Terra considerando simplesmente modelos físicos do equilíbrio no qual a radiação solar absorvida pela Terra é compensada pela energia irradiada para o espaço como energia térmica fizeram dele um dos maiores climatologistas do século XX.
Budyko propõe que a estratificação atmosférica seja considerada dentro da estrutura do sistema mais simples da camada limite logarítmica, simplesmente substituindo a "constante universal" Karman por um parâmetro variável, em função da estratificação. 
No sistema de Budyko a característica básica do substrato, rugosidade, também é uma função das condições meteorológicas. A natureza meramente formal dessas relações é uma das deficiências do Sistema de Budyko. 
Deve também notar-se que os perfis observados de distribuição do vento com a altura desviar regularmente a partir da lei logarítmica durante a estratificação condições que diferem do equilíbrio neutro.